# Die Fackel
Die Fackel fu una rivista in lingua tedesca pubblicata da Karl Kraus a Vienna tra il 1899 e il 1936. Questo periodico si distingueva per la sua violenta vena satirica che investiva l'establishment politico e culturale della Vienna dell'epoca, come sottolinea l'autore nell'introduzione a Die Fackel, sottolineando la totale mancanza di cautele verso i partiti e l'indipendenza da altre figure pubbliche.
Insieme a Die letzten Tage der Menschheit (Gli ultimi giorni dell'umanità) può essere considerata l'opera più nota di Kraus.

## Contenuti
Col suo progetto Kraus dichiara al mondo, in particolare a scrittori e giornalisti, la sua guerra contro il sintagma. Diviene così un dei primi oppositori dell'impoverimento della lingua tedesca. Il motto della rivista fu Was wir umbringen (Che cosa uccidiamo), in contrapposizione al Was wir bringen (Che cosa portiamo) di tanti giornali dell'epoca.
La sua trattazione si incentrava su fatti prevalentemente a carattere locale, sebbene trovassero spazio anche tematiche di più ampio respiro: in primis la guerra, che può essere considerata il nodo centrale delle invettive di Kraus, e che ebbe in lui uno strenuo oppositore. Curiosamente l'attività di revisione e stesura degli articoli (a partire dal 1911) furono svolte interamente dal solo Kraus senza aiuti esterni. Precedentemente altri autori di rilievo si erano avvicendati sulla rivista, come:
- Peter Altenberg
- Houston Stewart Chamberlain
- Egon Friedell
- Karl Hauer
- Else Lasker-Schüler
- Detlev von Liliencron
- Adolf Loos
- Frank Wedekind

## Formato
Inizialmente il formato di uscita fu di quadernetto di formato A5 con copertina rossa.
Nei primi anni in copertina campeggiava una fiaccola (Fackel vuole dire appunto fiaccola in tedesco) con, sullo sfondo, la silhouette di Vienna e i simboli del teatro e delle opere ivi rappresentate, le antiche maschere teatrali che rappresentano commedia e tragedia. Dato che il primo editore si era riservato i diritti su questa grafica, le uscite successive ebbero copertina più sobria e di solo testo.

## L'opera completa
L'opera completa consta di oltre 20.000 pagine distribuite su 922 uscite, anche se vale la pena ricordare che Kraus spesso fece uscire i suoi scritti suddivisi in due, tre o anche quattro numeri. Anzi: dalla prima uscita su quattro numeri dell'estate prima della prima guerra mondiale si passa a un pezzo di 316 pagine, spezzato in 16 numeri, dall'890 al 905, dal titolo Warum die Fackel nicht erscheint (Perché Die Fackel non viene pubblicata), uscito nel luglio 1934. Die Fackel usciva in modo irregolare come lo stesso autore riconobbe. Ciò era dovuto alla figura dell'unico autore e quindi alle sue interruzioni, ai suoi viaggi, alle sue pause.

### Ristampe
Kraus ripubblicò gli articoli più interessanti di Die Fackel anche in forma di libro. Esistono poi raccolte che ripropongono il materiale pubblicato dalla rivista. Esistono almeno due raccolte complete su carta e una su CD-ROM. Particolarmente significative sono le ristampe degli ultimi 12 numeri della rivista.
- Karl Kraus, Die Fackel auf CD-ROM : Volltextausgabe und komplette Reproduktion der Originalseiten aller 922 Ausgaben (1899-1936), Frankfurt am Main, ZWEITAUSENDEINS, 2007, ISBN 978-3-86150-695-9.
- Karl Kraus, Die Fackel, Frankfurt am Main, ZWEITAUSENDEINS, 1977.

## Citazioni
I numeri della Fackel venivano discussi in serate che, nei periodi della massima popolarità di Kraus, attiravano folle enormi di persone. Una vivida descrizione di queste serate ce l'ha lasciata Elias Canetti nel suo libro Il frutto del fuoco.